# Praça dos Suíços

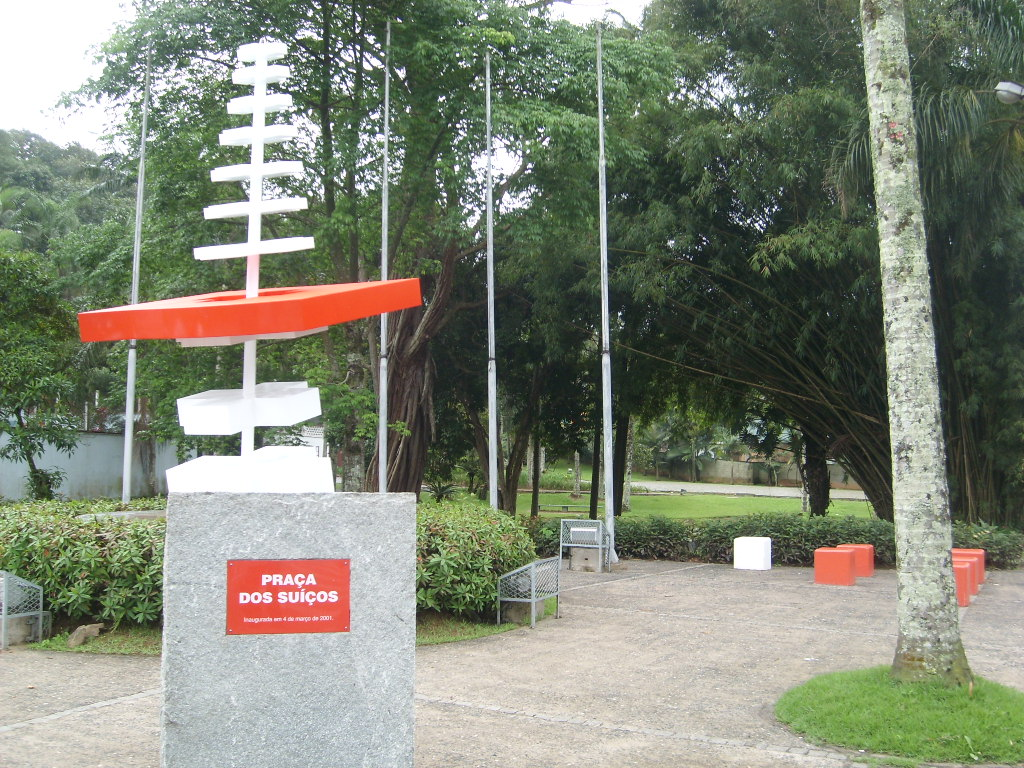

A Praça dos Suíços é uma praça de Joinville, município do estado de Santa Catarina.
Foi inaugurada em 2001, em homenagem aos imigrantes suíços que chegaram na então Colônia Dona Francisca (atual Joinville), em 1851. Localiza-se no bairro América, na rua XV de Novembro, próximo ao Museu de Artes de Joinville.